# Juz Asaf (Rozabal)
Juz Asaf, Juzasaf, Juzasif či Juzasuf (urdsky Jouza Asaf, Jouza Asif a Jouza Asouf) jsou kašmírsko-perské tvary pojmenování světce, jehož hrobka se nachází ve svatyni Rozabal ve čtvrti Khanjar ve Šrínagaru, hlavním městě severoindického státu Džammú a Kašmír. Jeho jméno, totožnost i samotná hrobka jsou předmětem polemik a sporů.

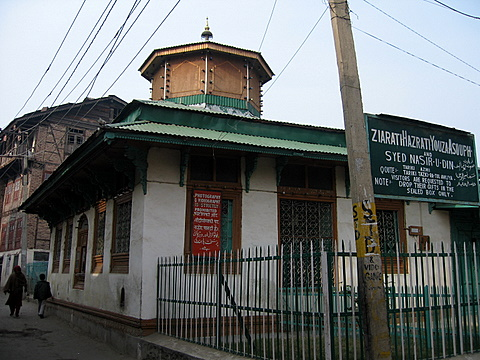
Svatyně Rozabal ve Šrínagaru, hlavním městě státu Džammú a Kašmír.

## Totožnost
Podle současných sunnitsko-muslimských strážců Rozabalu byl tento světec stejně jako vedle něj ve svatyni pohřbený Mir Sajíd Nasír-ud-Din súfistický světec (tj. islámský mystik). Dle kašmírského historika z 19. století Ghulama Hassana Khuihamiho (1832-1898) to byl Juz Asap, egyptský vyslanec a „potomek proroka“ na dvoře kašmírského sultána Bud Šáha (vl. jm. Ghijas-ud-Din Zain-ul-Abidin) z 15. století, krátce zmíněný v dobové knize sultánova dvorního historika Mullaha Ahmada. To však vylučuje návštěva turkistánského súfistického světce ze 14. století Bulbul Šáha (vl. jm. Šaraf-ud-Din Abdul Rahman), který dle sunnitských pramenů do Kašmíru přinesl islám a u hrobky v konfrontaci s tamní buddhistickou tradicí prohlásil, že v ní není pohřben Bodisvatta (tj. buddhistický Bódhisattva), ale muslim. Sám Mir Sajíd Nasír-ud-Din ve své perské veršované závěti uvádí, že se zde nechal pohřbít vedle hrobu proroka Juzasifa, pohřbeného zde "již po staletí". Podobně šrínagarský súfistický spisovatel Muhammad Azam Didamari († 1765) uvedl ve své knize Waqiat-i-Kašmir („Příběh Kašmíru“, 1747), že v Rozabalu je pohřben prorok a princ Juzasuf, který do Kašmíru dorazil ve starodávných časech. Vychází přitom z knihy Ikmal-ud-Din od íránsko-muslimského učence z 10. století Muhammada ibn Ali ibn Babujaha, ve které je v návaznosti na adaptaci arabské legendy o Balauharovi a Judasafovi zmíněn pohřeb indického prince a proroka Juzasafa ulehnutím do předem připraveného hrobu v Kašmíru. Jedná se tu ale o literární záměnu původně indického prince Gautamy Buddhy, zpopelněného v uttarpradéšském Kušinagaru, za proroka pohřbeného v kašmírském Šrínagaru na základě chybného přepisu kratšího tvaru názvu místa Buddhovy smrti Kušinar na Kašmír. Úřední dekret od kašmírského muftího Rahmána Míry z roku 1766 a soudní verdikt od šrínagarského soudce Mullaha Fazila z roku 1770 identifikují tohoto proroka jako Juz Asafa, jenž měl přijít do kašmírského údolí za vlády kašmírského krále Gópadatty (49-109 n. l. nebo 53-113 n. l.).

### Identifikace s Ježíšem Kristem
Na údajné stránce ze ztracené knihy Tarikh-i-Kašmir („Historie Kašmíru“) od kašmírského historika Mullaha Nadiriho (14. až 15. století), fotograficky zdokumentované v knize ahmadíjského spisovatele Khwadži Nazíra Ahmada (1897-1990), je prorok Juz Asaf z Gópadattovy doby identifikován jako „Ježíš, prorok dětí Izraele“ (Juzu paighambar-i-bani Israil) v perském označení a jako „Ctihodný Ježíš, Duch Boží“ (Hazrat Ísa Rúhalláh) v arabském označení z Koránu. Stránka však datuje perskou opravu kupole Sulejmanova chrámu za vlády sultána Bud Šáha do dávné doby vlády kašmírského krále Gópadatty, který tento chrám teprve postavil jako Jestéšvarův chrám (dnes Šankaračarjův chrám). Stránka tím směšuje dvě různé historické osoby – izraelského proroka Ježíše z Gópadattovy doby s egyptským vyslancem Juz Asapem na Bud Šáhově dvoře. Nejsou ale známy žádné hinduistické ani buddhistické prameny výslovně spojující Juz Asafa (Juzasafa) či Ježíše Krista s Gópadattou (Gópaditjou) či s Jestéšvarovým chrámem a identifikující jeho hrob v Kašmíru. Podle šivaistické sútry Nátha Námavalí od náthovských jogínů z Arávalí se však Ježíš jakožto „Velký svatý Íša Nátha“ po svém vzkříšení přemístil do kašmírského podhůří Himálaje, kde založil ášram. Podle kašmírských Bani Isra´il („Dětí Izraele“, potomků židovské diaspory) je prorok v Rozabalu pohřbený Hazrat Ísa Sáhib („Ctihodný Pán Ježíš“).

## Význam jména
Tvar Juz Asaf je ahmadíjskými muslimy vykládán jako přívlastek Ježíše Krista z perštiny jako „Shromažďovač“ či „Ochránce Očištěných“ ve smyslu léčitele a vůdce následovníků vyléčených z malomocenství a z hebrejštiny jako „Ježíš Shromažďovač“ nebo „Pastýř Shromažďovač“ ve smyslu proroka, jenž přišel do Kašmíru shromáždit „ztracené ovce Izraele“. Původně však odkazuje na egyptského vyslance Juz Asapa na dvoře kašmírského sultána Bud Šáha v 15. století (viz výše). Jak ale ukázal výzkum arabské legendy o Balauharovi a Judasafovi, pocházející z mahájánového buddhistického vyprávění o životě Buddhy z 2. až 4. století n. l., tvar Juzasaf pochází přes starší tvary Judasaf, Budasaf a Bodisav až ze sanskrtského Bódhisattva. To není osobní jméno, ale označení osoby, která se v pojetí mahájánového buddhismu vydala sebeobětavou cestou osvícení ve prospěch všech trpících bytostí. Tvary Juzasuf a Juzasif (urdsky Jouza Asouf a Jouza Asif) jsou etymologicky odvoditelné z aramejského Júsuf či Júsif (Josef), což dle německého esoterika Noama Bhajana a americké spisovatelky Suzanne Marie Olsson odkazuje na Ježíše Krista jako syna Josefa.

## Hrobka
Náhrobní desky Juz Asafa a Mira Sajída Nasír-ud-Dina v přízemí Rozabalu jsou podle islámského zvyku situovány severojižním směrem, což napovídá tomu, že také Juz Asaf byl muslim. Dle archeologického výzkumu je však podzemní hrob Juz Asafa na rozdíl od severojižně orientovaného Nasír-ud-Dinova hrobu orientován v souladu s židovskou pohřební tradicí východozápadně, což také dokládá pasáž v Ikmal-ud-Dinu od íránského učence z 10. století Ibn Babujaha o ulehnutí Juzasafa v Kašmíru do předem připraveného hrobu nohama na západ a hlavou na východ. U hrobu byly po odstranění staletých nánosů nalezeny vedle krucifixu s růžencem také rytiny chodidel s anatomicky správným vyznačením ran po přebíjení jedné nohy přes druhou při ukřižování. Strážní budova Rozabalu byla podle chronologie bývalých dědičných strážců Rozabalu v jejich starých rodových listinách do roku 1766 postavena již roku 112 n. l., a to nad podzemní hrobkou, kterou dle tehdejšího nejstaršího sanskrtského záznamu zřídil Andžuna roku 89 n. l. Hrobka byla v buddhistické éře Kašmíru před příchodem muslimů do země považována zdejší mahájánovou buddhistickou komunitou za hrobku Bódhisattvy (viz výše).

## Profil osoby
Z dostupných historických údajů vyplývá, že v Rozabalu je pohřben prorok, který do Kašmíru přišel v dobách před íránským učencem Ibn Babujahem z 10. století, přesněji za vlády Gópadatty ve 2. polovině 1. století n. l., a zdejšími buddhisty byl v buddhistické éře Kašmíru považován za Bódhisattvu. Časem byl zaměněn za indického prince Buddhu Šákjamuniho a ještě později za egyptského vyslance Juz Asapa z 15. století.